# Capital Actions (émission de télévision)
Pour la notion de droit des affaires, voir Capital-actions.
Capital Actions est une ancienne émission consacrée à l'actualité économique diffusée sur le Réseau de l'information (RDI) de 1995 à 2008. Conçu par Claude Beauchamp, l'émission est présentée par Beauchamp de 1995 à l'été 2004.  Ensuite, il est animé par Gérald Fillion de 2004 à 2006. L'émission est remplacée par RDI en direct sur l'économie à l'automne 2008.